# 赫特-扬·范多恩
赫特-扬·范多恩（荷蘭語：Gert-Jan van Doorn，1999年2月3日—），荷兰男子赛艇运动员，2023年世界赛艇锦标赛男子八人单桨有舵手银牌得主、2024年夏季奥林匹克运动会男子八人单桨有舵手银牌得主。